# Système réticulaire tétragonal

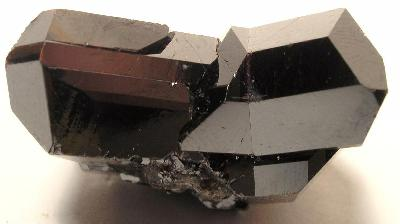
Rutile du comté de Lincoln, Géorgie (États-Unis).

En cristallographie, le système réticulaire tétragonal (ou quadratique) est l'une des sept catégories de classement des cristaux dans l'espace tridimensionnel à partir de la maille élémentaire de leur réseau de Bravais. Il est sous-jacent au système cristallin tétragonal et regroupe les réseaux dont la maille conventionnelle est un prisme droit à base carrée (a = b ≠ c avec α = β = γ = 90°). Les réseaux tétragonaux s'obtiennent en déformant un réseau cubique le long de l'un de ses vecteurs.

## Réseau de Bravais
Il existe deux réseaux de Bravais tétragonaux : le réseau tétragonal simple (obtenu en déformant le réseau cubique simple) et le réseau tétragonal centré (obtenu en déformant soit le réseau cubique centré, soit le réseau cubique à faces centrées). On pourrait croire que la déformation du réseau cubique à faces centrées donnerait un réseau tétragonal à faces centrées, mais ce dernier est équivalent au réseau tétragonal centré (avec une plus faible distance inter-réticulaire).  Le réseau tétragonal centré est considéré plus fondamental et est donc la dénomination standard.
| Réseau de Bravais  | Tétragonal primitif | Tétragonal centré |
| ------------------ | ------------------- | ----------------- |
| Symbole de Pearson | tP                  | tI                |
| Maille cristalline | Tétragonal primitif | Tétragonal centré |